# متال بلید رکوردز
متال بلید رکوردز (انگلیسی: Metal Blade Records) یک شرکت موسیقی مستقل آمریکایی است که توسط برایان اسلاگل در سال ۱۹۸۲ تأسیس شد. دفتر ایالات متحده برای متال بلید در شرمن اوکس، کالیفرنیا واقع شده است. همچنین دفاتری در آلمان، ژاپن، کانادا و بریتانیا دارد. این ناشر در حال حاضر در ایالات متحده توسط اورچرد و در سطح بین‌المللی توسط سونی میوزیک توزیع می‌شود. از سال ۱۹۸۸ تا ۱۹۹۳ توسط وارنر رکوردز در ایالات متحده توزیع شد.